# Oms, Pyrénées-Orientales
Oms är en kommun i departementet Pyrénées-Orientales i regionen Occitanien i södra Frankrike. Kommunen ligger i kantonen Céret som tillhör arrondissementet Céret. År 2022 hade Oms 354 invånare.

## Befolkningsutveckling
Antalet invånare i kommunen Oms
| Referens: INSEE |